# Phlegra varia
Phlegra varia là một loài nhện trong họ Salticidae.
Loài này thuộc chi Phlegra. Phlegra varia được Wanda Wesołowska & Anthony Russell-Smith miêu tả năm 2000.